# Polystichum glaciale
Polystichum glaciale är en träjonväxtart som beskrevs av Christ. Polystichum glaciale ingår i släktet Polystichum och familjen Dryopteridaceae. Inga underarter finns listade.